# Susan Holt
Susan Holt, née le 22 avril 1977 à Fredericton, est une femme d'affaires et femme politique canadienne, membre du Parti libéral du Nouveau-Brunswick. Députée de Bathurst-Est-Nepisiguit-Saint-Isidore d'août 2023 à octobre 2024 et de Fredericton-Sud-Silverwood depuis le 21 octobre 2024, elle est première ministre du Nouveau-Brunswick depuis le 2 novembre 2024 après avoir remporté les élections générales du 21 octobre 2024. Elle devient ainsi la première femme à occuper la fonction de premier ministre de la province.

## Biographie
Susan Holt grandit à Fredericton au Nouveau-Brunswick, où elle est élève au programme d'immersion en français et devient couramment bilingue en anglais et en français. Ensuite, elle fait ses études universitaires à l'Université Queen's où elle obtient un diplôme en économie et un autre en chimie. Holt travaille en ressources humaines comme directrice de la croissance pour deux compagnies de logiciels à Fredericton : Plato Testing et PQA, et est présidente du Conseil d'entreprises du Nouveau-Brunswick. Elle se présente comme candidate libérale dans la circonscription Fredericton-Sud aux élections générales néo-brunswickoises de 2018, mais est défaite face à David Coon, chef du Parti vert du Nouveau-Brunswick.
Élue cheffe du Parti libéral du Nouveau-Brunswick le 6 août 2022 sans pourtant être députée à l'Assemblée législative, le député libéral Denis Landry lui offre de démissionner de son siège de Bathurst-Est-Nepisiguit-Saint-Isidore afin que Holt puisse se présenter dans une élection partielle. En novembre 2022, Holt annonce qu'elle acceptera cette offre et se présentera dans ladite circonscription. Landry confirme alors qu'il démissionne du siège.
Le 24 avril 2023, Holt gagne l'élection partielle dans la circonscription de Bathurst-Est-Nepisiguit-Saint-Isidore, ce qui lui permet d'intégrer la législature et de devenir cheffe de l'opposition officielle.

## Première ministre du Nouveau-Brunswick
Lorsque le premier ministre Blaine Higgs déclenche les élections générales de 2024 qui ont lieu le 21 octobre, Holt annonce se présenter dans la circonscription de Fredericton-Sud-Silverwood. Elle remporte le siège et son parti sort victorieux de l'exercice électoral, lui permettant de devenir la première ministre de la province et la première femme à occuper cette fonction.
Elle est assermentée avec son cabinet le 2 novembre.
Le 7 novembre 2024, le nouveau gouvernement modifie le règlement sur l'assurance-maladie pour permettre le paiement des avortements chirurgicaux même s'ils sont effectués dans les cliniques hors les hôpitaux.

## Vie personnelle
Holt demeure avec sa famille à Fredericton. Elle est mariée avec Jon Holt, et ils ont trois enfants.